# Fortin des deux moulins
Le fortin des deux moulins est un bâtiment bâti au XVIIIe siècle, à La Rochelle, en France. Il a été inscrit au titre des monuments historiques en 1925.

## Historique
La porte des Deux-Moulins est un ouvrage d'entrée (une redoute) dans l'enceinte médiévale. Deux moulins à marée avaient été élevés à proximité (d'où le nom de la porte). La porte actuelle date du début du XVIIIe siècle. La première avait été construite vers 1200,.
Le bâtiment est inscrit au titre des monuments historiques par arrêté du 14 mai 1925.

## Architecture

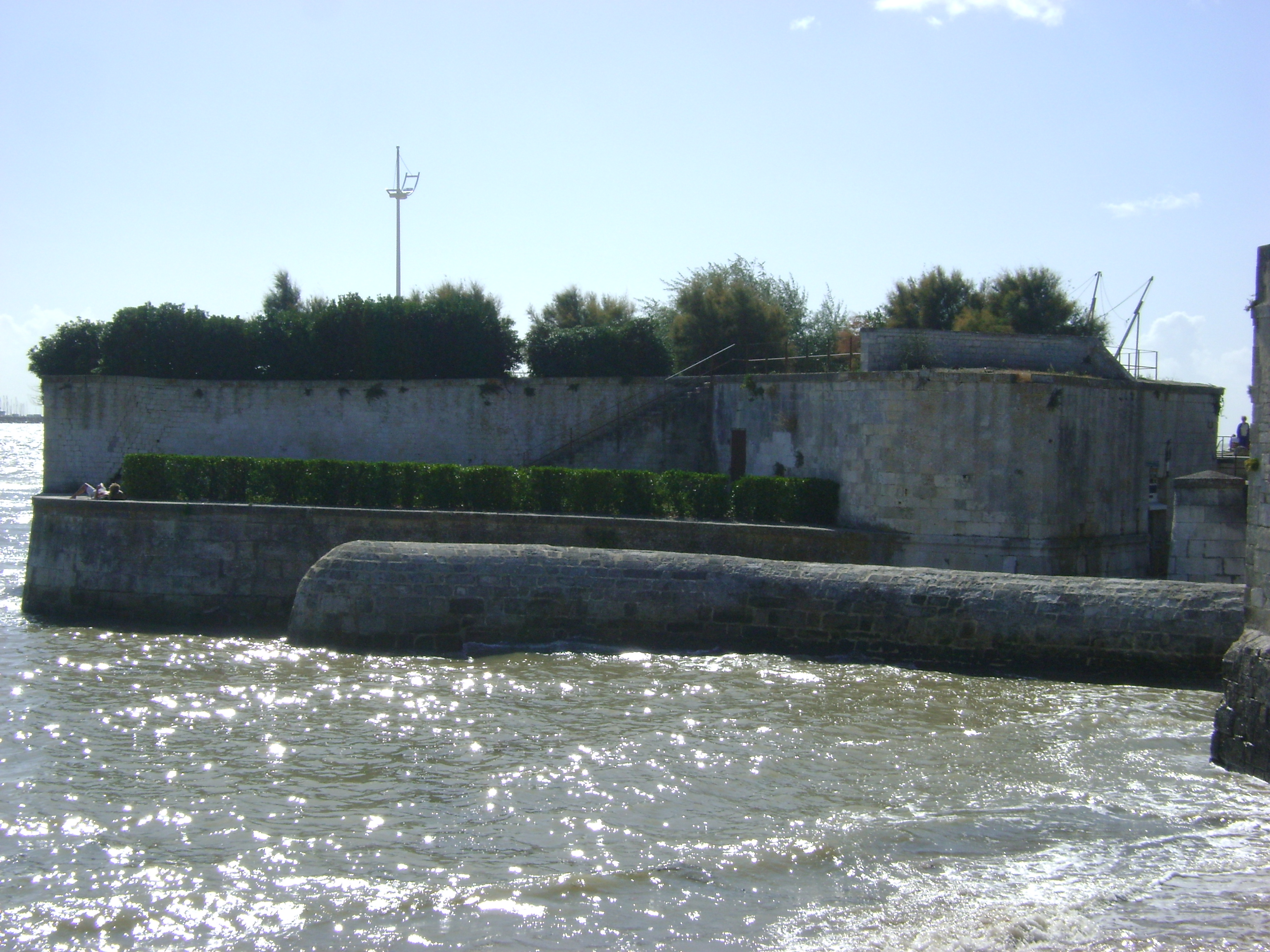
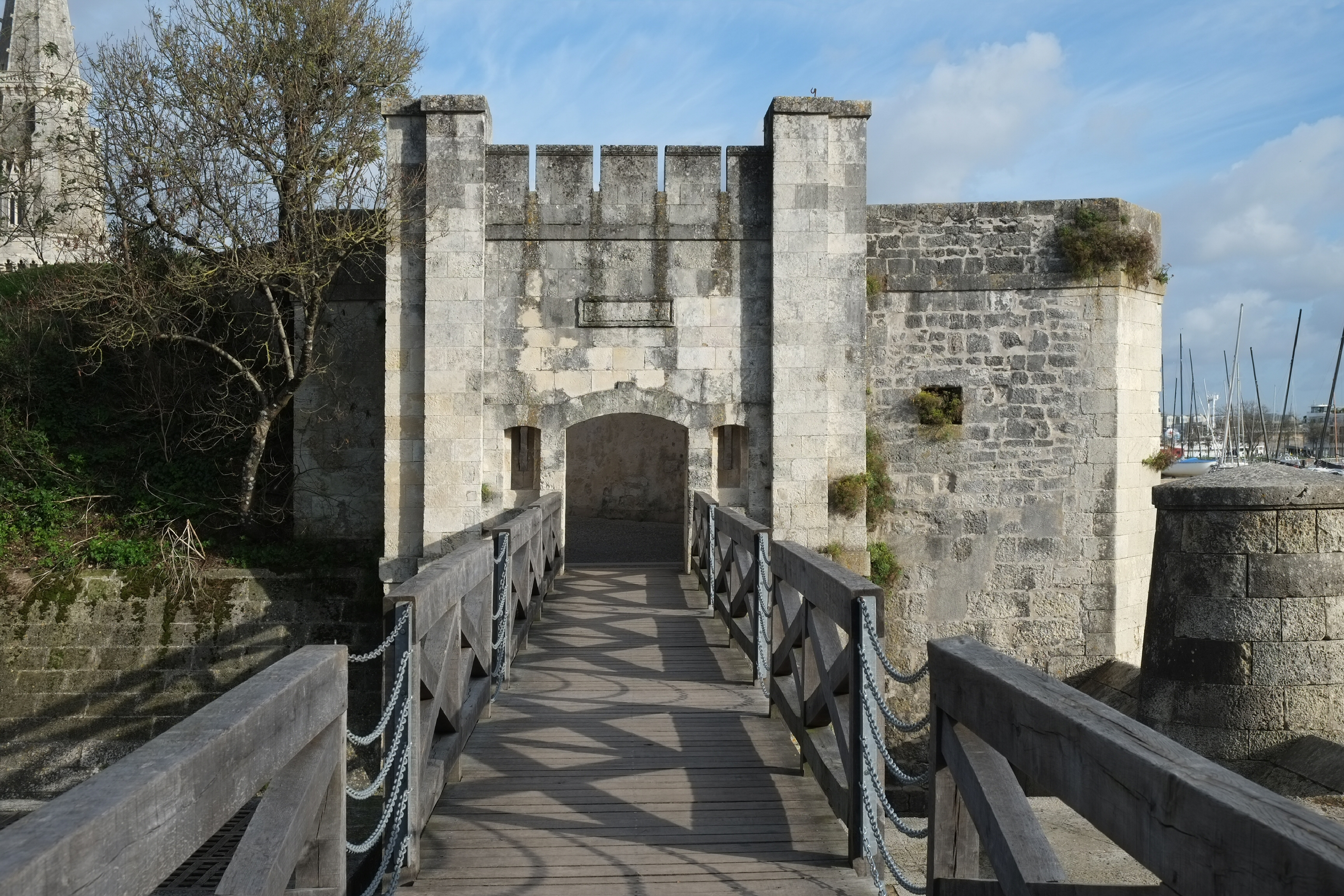
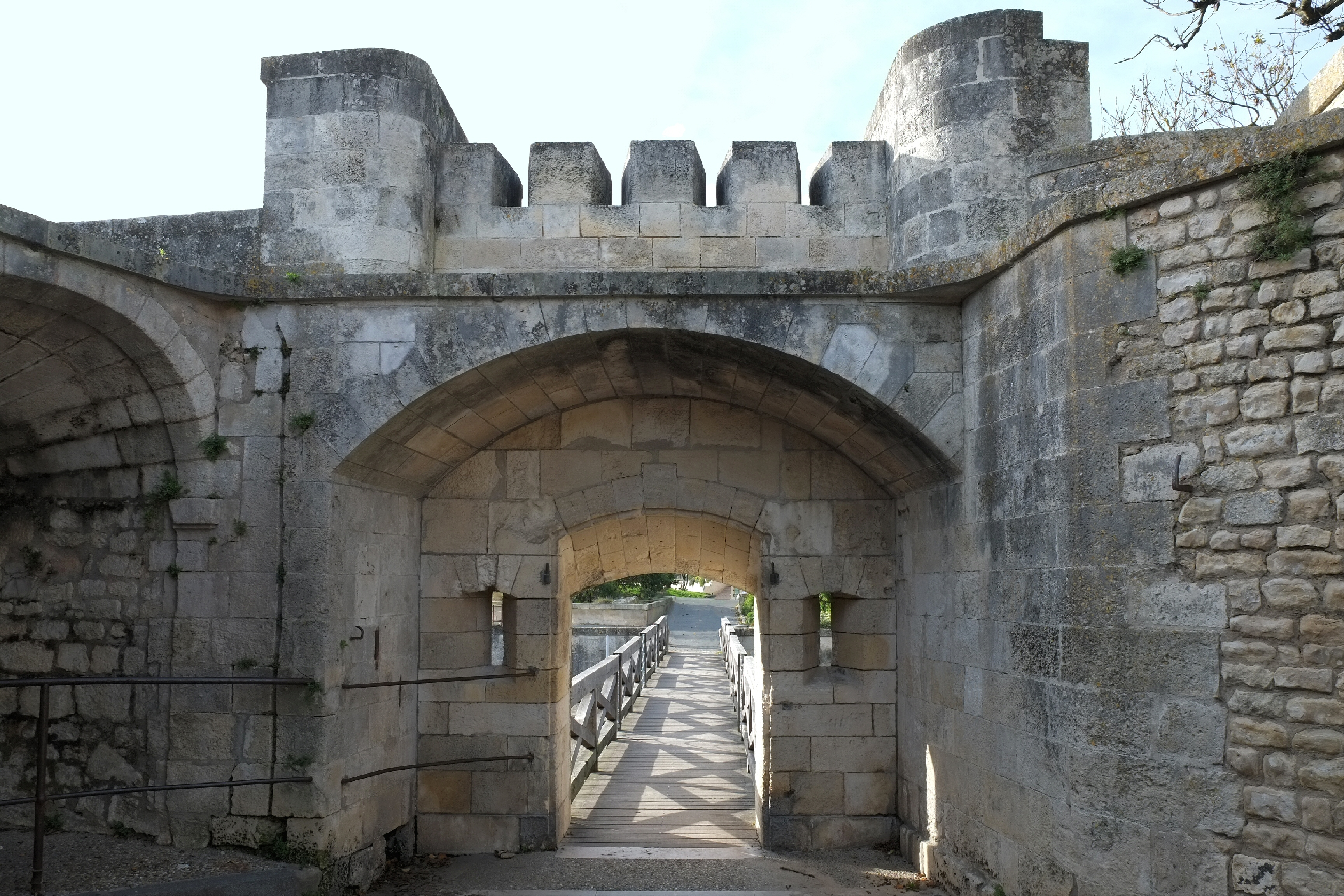
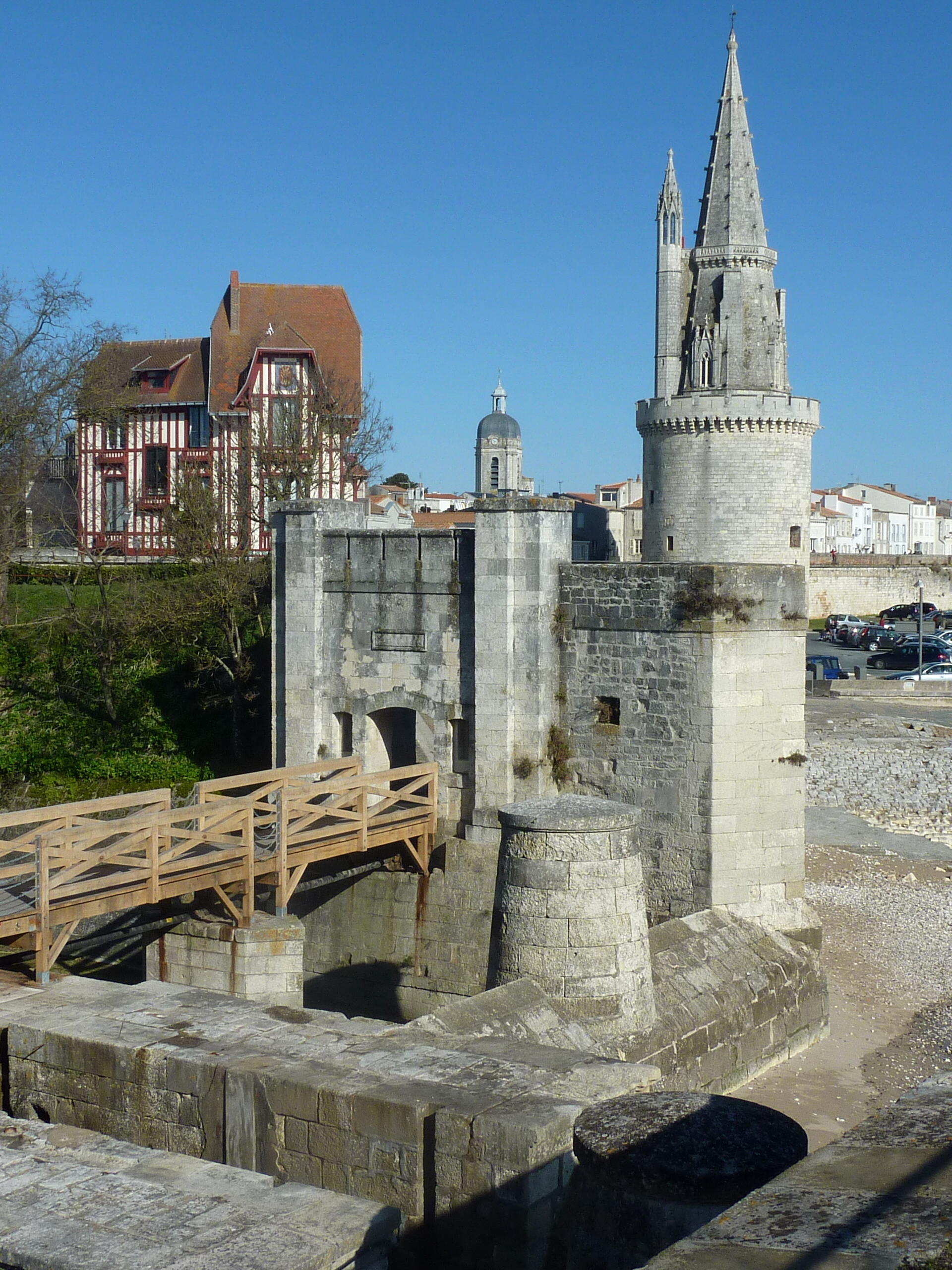